# Matt Barlow
Matthew Barlow, detto Matt (Biloxi, 10 marzo 1970), è un cantante statunitense.
È famoso per essere stato il cantante degli Iced Earth, band heavy metal della quale diviene membro dopo il tour Night of the Stormrider con i Blind Guardian in Europa (partecipando come sostituto di John Greely). Il primo album in cui Barlow può essere ascoltato è Burnt Offerings (1995).
Barlow lascia la band nel 2003 con grande delusione dei fan. Abbandona il gruppo a causa della sua personale visione degli attentati dell'11 settembre 2001: dopo un esame di coscienza capisce di voler contribuire al "mondo reale" anziché vivere l'illusione di una "rock star". Illustra la sua scelta a Jon Schaffer nel 2002 ma Schaffer, noto per la sua personalità persuasiva, convince Matt a rimanere con la band. Quando quest'ultima incide The Glorious Burden Schaffer decide che la voce di Barlow non corrisponde più a ciò che sta cercando, manca della passione e della qualità per la quale Matt è sempre stato amato. Decide quindi di lasciarlo andare per la sua strada assumendo, in sostituzione, Tim "Ripper" Owens, l'ex cantante dei Judas Priest.
Barlow ha lavorato come poliziotto nel Georgetown Police Dept. a Georgetown (Delaware). È stato anche il cantante della "First State Force Band" che comprende tutori dell'ordine provenienti dai numerosi dipartimenti dello Stato del Delaware. La band si esibisce per le scuole promuovendo ideali come "Dì no alle droghe", "Allontanati dalla violenza", "Rispetta i genitori, gli insegnanti, te stesso, gli altri e la vita" attraverso la musica.
Il 14 aprile 2007 annuncia il suo ritorno sulla scena metal, come cantante della band Pyramaze. Il 12 dicembre 2007 viene annunciato il suo ritorno negli Iced Earth ma Matt deciderà di abbandonare nuovamente il gruppo a inizio 2011, per dare modo agli Iced Earth di fare più tour e per passare più tempo con la propria famiglia.